# Mount Smuts
Mount Smuts är ett berg i Kanada.   Det ligger i provinsen Alberta, i den centrala delen av landet, 3 000 km väster om huvudstaden Ottawa. Toppen på Mount Smuts är 2 453 meter över havet. Mount Smuts ingår i Spray Mountains.
Terrängen runt Mount Smuts är bergig åt sydost, men åt nordväst är den kuperad. Trakten runt Mount Smuts är nära nog obefolkad, med mindre än två invånare per kvadratkilometer.. Det finns inga samhällen i närheten. 
Trakten runt Mount Smuts består i huvudsak av gräsmarker.